# カルロスペレグリーニ大賞
カルロス・ペレグリーニ国際大賞（Gran Premio Internacional Carlos Pellegrini）はアルゼンチンのサンイシドロ競馬場で12月に行われている競馬のG1競走。アルゼンチンの芝最強馬決定戦であり、3歳四冠の最終戦でもある。
1980年以降は芝2400mの条件で行われ、出走条件は3歳以上。アルゼンチンジョッキークラブの初代会長で後に大統領になったカルロス・ペレグリーニが競走名の由来。
日本では「南米の凱旋門賞」とも喩えられることがあるように、南アメリカ諸国の強豪馬が春シーズンの目標として例年アルゼンチンへ遠征してくるが、ブラジル・ウルグアイ・ペルーといった有力国の中でも、チリからは未だに優勝馬が出ていない（現在のところ2着が最高着順）。

## 歴史
- 1887年 - ダート3000mで創設される。
- 1905年 - Old Manが同レース2連覇を達成。
- 1912年 - Mouchetteが同レース2連覇を達成。
- 1926年 - Maconが同レース2連覇を達成。
- 1939年 - Romanticoが同レース2連覇を達成。
- 1945年 - Filonが同レース2連覇を達成。
- 1971年 - パレルモ競馬場で開催（1979年まで）。
- 1976年 - 中止。
- 1980年 - 芝2400mに変更。
- 1981年 - 以後国際G1。
- 1999年 - Ashideroが2分21秒98のレコードタイムで優勝。
- 2006年 - Storm Mayorが同レース2連覇を61年ぶりに達成。

## 主な優勝馬
- 1963年 - El Centauro
- 1967年 - Forli
- 1999年 - Ashidero [1]
- 2000年 - Guarachero
- 2001年 - Second Reality
- 2002年 - Freddy
- 2003年 - Gorylla
- 2004年 - Fire Wall
- 2005年 - Storm Mayor
- 2006年 - Storm Mayor
- 2007年 - Latency
- 2008年 - Life of Victory
- 2009年 - Interaction[2]
- 2010年 - Xin Xu Lin[3]
- 2011年 - Expressive Halo[4]
- 2012年 - Going Somewhere[5]
- 2013年 - Soy Carambolo
- 2014年 - Idolo Porteno[6]
- 2015年 - Hi Happy[7]
- 2016年 - Sixties Song[8]
- 2017年 - Puerto Escondido[9]
- 2018年 - Il Mercato
- 2019年 - Nao Da Mais
- 2020年 - Cool Day
- 2021年 - Village King
- 2022年 - The Punisher[10]
- 2023年 - El Encinal[11]
- 2024年 - Intense For Me[12]